# Henri Gastaut
Henri Gastaut (* 5. April 1915 in Monaco; † 15. Juli 1995 in Marseille) war ein französischer Neurologe, klinischer Neurophysiologe und Epileptologe.

## Leben
Henri Gastaut studierte Medizin an der Universität Marseille, wo er 1945 promovierte. Danach absolvierte er eine Ausbildung in Neurologie bei Henri Roger und in Neuroanatomie bei Lucien Cornil in Marseille. 1952 wurde er, als Nachfolger Cornils, Titularprofessor für Pathologische Anatomie. 1953 übernahm Gastaut die Leitung der Neurobiologischen Laboratorien des Spitals von Marseille. 1973 richtete die Universität Marseille einen Lehrstuhl für klinische Neurophysiologie ein, den Gastaut bis zu seiner Emeritierung 1984 innehatte.

## Leistungen
Seine Hauptforschungsinteressen waren die Elektroenzephalografie und die Hirnfunktionen bei der Epilepsie. Er beschrieb 1957 erstmals das manchmal auch nach ihm benannte Hemikonvulsions-Hemiplegie-Epilepsie (HHE)-Syndrom und 1981/1982 die benigne kindliche fokale Epilepsie mit okzipitalen Paroxysmen. Das Lennox-Gastaut-Syndrom wurde nach dem US-amerikanischen Neurologen und Epileptologen William G. Lennox und ihm benannt, die diese Form der Epilepsie erstmals eingehend unter wissenschaftlichen Gesichtspunkten beschrieben und sich intensiv mit ihrer Erforschung und Abgrenzung zu anderen Formen der Epilepsie befassten.
Gastaut war 1949 wesentlich an der Reaktivierung der International League Against Epilepsy (ILAE) beteiligt und war in der Folge deren „President Elect“ (1953–57), Generalsekretär (1957–69), Präsident (1969–73) und „Past President“ (1973–77).